# Иностранные инвестиции в Россию
Иностранные инвестиции в Россию — инвестиции иностранных инвесторов в экономику России.
По данным на конец 2010 года, общий объём накопленных иностранных инвестиций в российской экономике составлял $300,1 млрд, что на 12 % превысило показатель 2009 года. Из этой суммы:
- прочие инвестиции, осуществляемые на возвратной основе — 58,3 %
- прямые инвестиции — 38,7 %
- портфельные инвестиции — 3,0 %

По данным на 31 декабря 2014 года, по объёму накопленных иностранных инвестиций Россия находится на 16-м месте в мире.

## Хронология
В сентябре 2008 года ЮНКТАД опубликовала доклад, согласно которому Россия находится на четвёртом месте в списке стран, которые транснациональные корпорации считают наиболее привлекательными местами для размещения будущих зарубежных инвестиций. Как отмечалось в докладе, инвестиционная привлекательность России в сравнении с данными доклада ЮНКТАД от 2007 года заметно возросла.
По итогам 2008 года, приток прямых иностранных инвестиций в Россию составил 70 млрд долларов США — 5-е место среди стран мира.
По данным из пресс-релиза компании Boeing за лето 2009 года, на ближайшие 30 лет планы развития бизнеса Boeing в РФ составляют около 27 млрд долларов. Они будут вложены в программу сотрудничества с российскими партнерами в области производства титана, проектирование и разработку гражданской авиатехники, а также приобретение различных услуг и материалов.
ОАО «Российские железные дороги» (РЖД) разместило дебютный выпуск евробондов на 1,5 млрд долл.
По данным на март 2010 года, общий объём накопленных иностранных инвестиций в российской экономике составлял $265,8 млрд, из которых:
- прочие инвестиции, осуществляемые на возвратной основе — 53,8 %
- прямые инвестиции — 38,7 %
- портфельные инвестиции — 7,5 %

В июне 2010 года в докладе британской аудиторской компании Ernst & Young отмечалось, что в 2009 году Россия вошла в первую 5-ку стран по количеству привлечённых новых инвестиционных проектов. Согласно докладу, наблюдается рост интереса крупных и средних европейских компаний к российскому рынку.
Согласно данным исследования инвестиционной привлекательности стран Европы аудиторско-консалтинговой компании Ernst&Young в 2018 году, Россия вошла в топ-10 государств, лидирующих по числу проектов с участием прямых иностранных инвестиций в Европе. К этому привела низкая инфляция и ускорение роста российской экономики до 2,3%. Зарубежные инвесторы вложили деньги в 211 российских проектов.
| Годы | Иностранные инвестиции, поступление |
| ---- | ----------------------------------- |
| 1995 | 3,0                                 |
| 1996 | 7,0                                 |
| 1997 | 12,3                                |
| 1998 | 11,8                                |
| 1999 | 9,6                                 |
| 2000 | 11,0                                |
| 2001 | 14,3                                |
| 2002 | 19,8                                |
| 2003 | 29,7                                |
| 2004 | 40,5                                |
| 2005 | 53,7                                |
| 2006 | 55,1                                |
| 2007 | 120,9                               |
| 2008 | 103,8                               |
| 2009 | 81,9                                |
| 2010 | 114,7                               |
| 2011 | 190,6                               |
| 2012 | 154,5                               |
| 2013 | 170,2                               |

## Отраслевая структура
В России уже к началу 2000-х годов зарубежные транснациональные компании заняли наиболее заметные позиции в производстве относительно недорогих брендовых товаров — кондитерских изделий (Nestlé), безалкогольных напитков (Coca-Cola), моющих средств (Procter&Gamble), чая, майонеза, маргарина (Unilever) табачных изделий (British American Tobacco, Japan Tobacco, Philip Morris), стиральных порошков (Procter&Gamble и Henkel). Компании с иностранным участием в пищевой и табачной промышленности стали производить продукцию и под чисто российскими торговыми марками: шоколадные конфеты фабрики «Россия» — продукция Nestlé; пиво «Золотая бочка», «Балтика» — продукция Carlsberg и SABMiller; сок «Тонус» — продукция PepsiCo.
С участием иностранных инвесторов (Philip Morris, Japan Tobacco, British American Tobacco, Reemtsma) в 2001 году в России производилось более 70% табачных изделий. Доля компаний с иностранным участием («Балтика», дочерняя компания Carlsberg, Anheuser-Busch — бренды Budweiser, Stella Artois, «Сибирская корона», «Клинское», «Толстяк», Heineken — бренды Heineken, Amstel, BUD, GuinnessForeign, «Бочкарев», «Охота», «Три медведя», SABMiller — бренды Velkopopovicky Kozel, Holsten, «Золотая Бочка», «Три Богатыря», «Жигулёвское», Anadolu Efes — бренды Efes Pilsner, «Старый Мельник») на российском рынке пива составляла в 2011-2012 годах около 84%. В 2010 году на российском рынке шоколада на компании с иностранным участием приходилось более 50% продаж, в том числе на Mars — 15%, на Nestlé и Kraft Foods — по 11%. Nestlé производит в России не только шоколад, но и мороженое, супы, соусы, приправы, бульонные кубики «Магги», детское питание, сухие завтраки, растворимый кофе, корм для собак и кошек, ей принадлежит торговая марка питьевой воды «Святой источник».
В Санкт-Петербурге и Ленинградской области образовался кластер, включающий производителей автомобилей (заводы Ford, General Motors, Toyota, Nissan, Hyundai Motor) и автокомпонентов (Faurecia, Nokian Tyres, Tenneco, ThyssenKrupp). 
В 2015 году в Санкт-Петербурге был построен фармацевтический завод полного цикла компании «Новартис Нева» компании Novartis. В том же году в Калуге был открыт завод по производству автомобильных двигателей компании Volkswagen. В Калужской области был создан автомобильный кластер, в котором в уже 2013 году было произведено около 12% всех автомобилей в России. Он объединяет как производителей автомобилей — заводы компаний «Volkswagen», «Peugeot Citroen Mitsubishi», «Volvo Trucks», так и предприятия, выпускающие различные автомобильные компоненты к ним. В этой сфере в 2014 году было занято более 14 тысяч человек.
В сфере розничной торговли в России иностранными компаниями были созданы сети магазинов «Ашан», «Метро», «Леруа Мерлен».

## Инвестиции по странам
По данным на март 2010 года, из общего объёма накопленных иностранных инвестиций в российской экономике на следующие страны приходилось:
- Кипр — 52,2 млрд долларов
- Нидерланды — 43,3 млрд долларов
- Люксембург — 36,4 млрд долларов
- Великобритания — 20,5 млрд долларов
- Германия — 20,3 млрд долларов
- Британские Виргинские острова — 15,4 млрд долларов
- Китай — 10,2 млрд долларов
- Ирландия — 9,1 млрд долларов
- Япония — 8,5 млрд долларов
- Франция — 8,0 млрд долларов

### Кипр
Около половины всех иностранных инвестиций поступает в Россию из Кипра. По данным Росстата за 2011 объем «кипрских» инвестиций в Россию составил сумму, эквивалентную $78,2 млрд. долл. США, что почти в четыре раза превышает ВВП Кипра. Некоторые страны ЕС, в особенности Германия, высказывают мнение, что значительная часть этих средств просто отмывается на Кипре

### Великобритания
По данным Росстата, по итогам 2006 года Великобритания заняла по объёму текущих иностранных инвестиций в Россию среди стран-инвесторов второе место (2005 г. — третье место), вложив в экономику России 7,0 млрд.долл. (12,7 % от общего объёма текущих иностранных инвестиций в экономику России). В отраслевом разрезе Великобритания была первой по объёму текущих инвестиций в производство и распределение электроэнергии, газа и воды (27,4 % иностранных инвестиций, вложенных в отрасль, оптовую и розничную торговлю, ремонт автотранспорта, бытовых изделий (27,9 %), предоставление прочих коммунальных, социальных и персональных услуг (47,6 %), второй — в обрабатывающие производства (10,3 %), в том числе в производство кокс и нефтепродукты (16,2 %), третьей — в химическое производство (12,7 %), транспорт и связь (15,2 %).
По состоянию на 31 декабря 2006 года, по размерам накопленных иностранных инвестиций в российской экономике Великобритания занимала пятое место, их объём составлял 11,8 млрд.долл., в том числе прямые накопленные инвестиции — 2,9 млрд.долл.

### Франция
В марте 2010 года в Париже президент России Д. А. Медведев на встрече с представителями французских и российских деловых кругов сообщил, что объём накопленных французских инвестиций в Россию превышает 10 млрд долларов: «С 2003 по 2008 г., то есть в докризисный год, наш товарооборот вырос в 5 раз. Действительно у нас уже очень приличный объем накопленных французских инвестиций. Причем около половины из них — это инвестиции не в сырьевые отрасли, а в переработку».

### США
В середине 2000-х годов США занимали 6 место (8,3 млрд долл.) по объёму накопленных иностранных инвестиций в России (6,5 % от общего объёма), причём примерно половина американских прямых инвестиций вложена в топливно-энергетический комплекс. В числе основных проектов — «Сахалин-1» и Каспийский трубопроводный консорциум. На российских автозаводах расположены сборочные цеха американских автомобилей марки Форд, General Motors.
На непроизводственную сферу приходится около 25 % прямых инвестиций США, направляемых в первую очередь в банковскую и страховую деятельность, а также в сферу информационных услуг.
С начала 2017 г. в России стали формироваться специализированные организации, которые занимаются привлечением иностранных инвестиций в инвестиционные проекты по всей России и СНГ.

### Центральная Азия
Про данным МИД РФ, в 2022 году объем инвестиций стран Центральной Азии в российскую экономику вырос в четыре раза по сравнению с предыдущим годом и в общей сложности превысил 4 млрд долларов. Это обеспечило деятельность более десяти тысяч совместных и российских предприятий.

## Инвестиционный климат
В июле 2017 года российская газета Коммерсант публикует статью о причинах оттока капитала из России:
Четвертый месяц подряд иностранные инвесторы сокращают вложения в активы РФ. За это время они вывели из российских акций более $1,6 млрд — максимальный отток за последние три с половиной года. Бегство инвесторов связано с нереализовавшимися ожиданиями относительно сближения США и России, обострением корпоративного конфликта между «Роснефтью» и АФК «Система», а также падением цен на нефть.
Эксперты считают, что потенциал роста инвестиций в российскую экономику подрывают судебные процессы в отношении крупного частного бизнеса. В пример приводится иск госкорпорации «Роснефть» к частной АФК «Система». Первая в ходе приватизации 2016 года приобрела акции компании «Башнефть», а затем, в мае 2017 года, выступила с иском к бывшему владельцу — АФК «Система», обвиняя в причинении убытков в ходе ряда реорганизаций «Башнефти» за время владения компанией с 2010 по 2014 гг. Изначальная сумма иска составляла 106 млрд рублей, впоследствии была увеличена до 170 млрд рублей. В АФК «Система» считают, что процесс ангажирован, приводя как доказательство, в частности, факт, что ни одно из ее ходатайств не было удовлетворено, принятые судом обеспечительные меры излишни, а доказательная позиция истца не содержит ни одного обоснованного факта. Эксперты полагают, что установить и доказать вину АФК «Система» крайне сложно. Так, управляющий партнер адвокатского бюро «Плешаков, Ушкалов и партнеры» Владимир Плешаков заявил, что считает аргументацию «Роснефти» и «Башнефти» сомнительной, как и законность их требований. Один из бывших акционеров «Башнефти» отмечал, что реорганизация, которую провела АФК «Система», в тот момент не отразилась на стоимости «Башнефти», а все акционеры восприняли ее как необходимость для оптимизации структуры собственности.

## Регулирование
В России действует федеральный закон «Об иностранных инвестициях в Российской Федерации», принятый в 1999 году. Закон определяет основные гарантии прав иностранных инвесторов на инвестиции и получаемые от них доходы и прибыль, а также условия предпринимательской деятельности иностранных инвесторов на территории России.

## Региональное законодательство
Региональные органы исполнительной власти создают собственные структуры для работы с инвесторами, а также корректируют региональное законодательство. Так основными региональными структурами по работе с инвесторами становятся областные корпорации развития. К примеру, такие корпорации созданы в Тульской, Калужской и Ульяновской областях. Основными задачами являются: привлечение инвестиций, сопровождение инвестиционных проектов, обеспечение промышленных площадок инженерной инфраструктурой. 

## Уход иностранных инвесторов из России в 2022—2023 годах
После начала российского вторжения на Украину в феврале 2022 года до конца 2022 года 8,5% западных компаний, имевших российские дочерние компании, избавились от них. В частности, из России полностью ушли Ford, Renault, McDonald's, Ikea и Shell. Продажа российских активов нередко сопровождался условиями о возможности их обратного выкупа. 
В июле 2023 года президент России Владимир Путин передал под временное управлением Росимуществом российскую дочернюю компанию группы Danone и пивоваренную компанию «Балтика» (принадлежит датской Carlsberg). И Danone, и Carlsberg ранее заявляли о намерении продать бизнес в России. До этого, весной 2023 года, под временное управление Росимуществом были переведены доли в российских дочерних компаниях германской Uniper и финской Fortum.
В то же время в августе 2023 года министр финансов Антон Силуанов сообщил о принятом решении по либерализации выплат дивидендов нерезидентам по инвестициям в РФ, которые были осуществлены в «новых геополитических реалиях». Все объемы инвестиций, произведенные в 2023 году и позже, могут быть выведены в виде дивидендов.